# 제12회 대종상
제12회 대종상의 시상식에 관한 내용이다.

## 수상 및 후보

### 최우수작품상
- 홍의장군 - 합동영화 수상

### 감독상
- 수선화 - 최훈 수상

### 시나리오상
- 수선화 - 신봉승 수상

### 남우주연상
- 다정다한 - 남궁원 수상

### 여우주연상
- 비련의 벙어리 삼룡 - 윤연경 수상

### 남우조연상
- 열궁녀 - 박암 수상

### 여우조연상
- 비련의 벙어리 삼룡 - 최인숙 수상

### 촬영상
- 비련의 벙어리 삼룡 - 안창복 수상

### 편집상
- 수선화 - 이경자 수상

### 조명상
- 비련의 벙어리 삼룡 - 이현우 수상

### 음악상
- 비련의 벙어리 삼룡 - 전정근 수상

### 미술상
- 비련의 벙어리 삼룡 - 이봉선 수상

### 녹음상
- 수선화 - 유창국 수상

### 신인상
- 처녀 사공 - 윤미라 수상

### 우수반공영화상영상
- 특별수사본부와 기생 김소산 - 한진흥업 수상

### 최우수외화상
- 귀향 - 국제영화 수상

### 우수작품상
- 비련의 벙어리 삼룡 - 우성사 수상

### 우수문화영화상
- 세종문화 수상

### 특별상
- 국도극장 수상
- 국립영화제작소 수상
- 처녀 사공 - 동아흥행 수상